# 105 Friends
105 Friends è un programma radiofonico in onda a partire dal 2001, dal lunedì al venerdì su Radio 105 dalle 10.00 alle 12.00 (prima della nascita di 105 Take-Away fino alle 13.00, precedentemente anche fino alle 14.00) condotta da Tony Severo e Rosario Pellecchia. Va in onda anche una replica del programma dalle 02.00 alle 04.00 di notte dalla domenica al giovedì.
Il programma, nato ad agosto 2001, a metà strada tra informazione e intrattenimento, è sostanzialmente un talk show radiofonico, con interviste a personaggi italiani e internazionali provenienti da vari settori della vita pubblica, oltre ad una serie di rubriche fisse, tra le quali "C.S.I. Milano" con il criminologo Massimo Picozzi (al martedì), che a gennaio 2011 ha dato vita anche a una doppia compilation dal titolo Criminal Friends, e "Let's talk about sex", spazio dedicato al sesso e condotto con l'ausilio del sessuologo Maurizio Bini (al giovedì).
Dal 15 marzo 2022 va in onda su Radio 105 TV.